# Леді Баг і Супер-Кіт (сезон 4)
Четвертий сезон мультсеріалу «Леді Баг і Супер-Кіт» вперше вийшов в етер 24 березня 2021 року у Бразилії, 11 квітня 2021 року у Франції та 21 червня 2021 року у США. В Україні сезон транслювався з 6 вересня 2021 до 1 січня 2023 років. Сезон налічує 26 епізодів.

## Список серій
| Номер | Оригінальна назва                                  | Переклад від студії «1+1»                                  | Автор(и) сценарію                                         | Дата показу у Франції | Дата показу в Україні |
| --- | -------------------------------------------------- | ---------------------------------------------------------- | --------------------------------------------------------- | --------------------- | --------------------- |
| 79 | «Truth»                                            | «Правдоруб»                                                | Томас Аструк, Мелені Дюваль, Фред Ленор, Себастьєн Тобідо | 11 квітня 2021        | 6 вересня 2021        |
| Ґабрієль ремонтує талісман Пави і використовує його спільно з талісманом Метелика, щоб перетворитися на Темного Бражника. Тим часом стосунки Марінетт з Лукою переломлюються, тому що вона змушена відмовитись від декількох їхніх побачень, щоб захистити Париж та Скриньку з Талісманами. Коли Марінетт не може сказати йому правду за своїми зникненнями, він впадає у шок і акуматизується у Правдоруба, який разом зі своїм емомонстром на ім'я «Ліхтар» може змусити своїх жертв правдиво відповідати на його запитання. Леді Баг та Супер-Кіт перемагають його, але Марінетт не в змозі впоратися зі стресом, пов'язаним із брехнею, і вони розлучаються. - Ця серія була вперше показана у Швейцарії на телеканалі «RTS Un» 3 квітня 2021. |                                                    |                                                            |                                                           |                       |                       |
| 80 | «Lies»                                             | «Фальш»                                                    | Томас Аструк, Мелені Дюваль, Фред Ленор, Себастьєн Тобідо | 18 квітня 2021        | 7 вересня 2021        |
| Стосунки Адріана з Каґамі починають руйнуватися, коли він змушений відмовитись від кількох їхніх побачень, щоб захистити Париж як Супер-Кіт. Коли Адріан губить щасливий амулет, який він отримав від Марінетт, і Каґамі знаходить його, вона стикається з ним про те, що він, можливо, бреше їй. Тим часом Темний Бражник акуматизує Каґамі у Фальш, негідницю, схожу на привида, здатну паралізувати кожного, хто брехав протягом усього свого життя. Леді Баг і Супер-Кіт перемагають її, але вона каже Адріану, що не може довіряти або бути з кимось, хто їй збрехав. Цим вона закінчила їхні стосунки та дружбу. - Запрошена зірка у цій серії: Жойзен Баласко озвучила себе у Французькій версії (оригіналі). - Ця серія була вперше показана у Швейцарії на телеканалі «RTS Un» 10 квітня 2021. |                                                    |                                                            |                                                           |                       |                       |
| 81 | «Gang of Secrets»                                  | «Секретна зграя»                                           | Томас Аструк, Мелені Дюваль, Фред Ленор, Себастьєн Тобідо | 25 квітня 2021        | 8 вересня 2021        |
| Марінетт стає пригніченою, зберігаючи таємниці від усіх, кого вона любить, щоб уберегти їх від шкоди. Друзі Марінетт думають, що вона не може зізнатися у коханні Адріану та Луці. Тому Аля, Джулека, Роза, Алікс та Мілена приходять до неї додому поговорити, намагаються подарувати їй браслет дружби та майже знаходять Скриньку з Талісманами, змушуючи Марінетт закінчити їхню дружбу. Аля, Джулека, Роза, Алікс та Мілена настільки спустошені, що Темний Бражник акуматизує їх назад у Леді Вайфай, Дзеркалку, Принцесу запахів, Часолітку та Страховидла, об'єднавши зусилля та назвавши їх «Секретна зграя». Леді Баг успішно допомагає Алі звільнитися від контролю Темного Бражника, а потім вербує її як Рену Рудь, щоб допомогти перемогти інших. Після перемоги Марінетт мириться зі своїми друзями, а потім зізнається Алі, що вона Леді Баг. - Ця серія була вперше показана у Швейцарії на телеканалі «RTS Un» 17 квітня 2021. |                                                    |                                                            |                                                           |                       |                       |
| 82 | «Mr. Pigeon 72»                                    | «Сімдесят другий Пан Голуб»                                | Томас Аструк, Мелені Дюваль, Фред Ленор, Себастьєн Тобідо | 23 травня 2021        | 11 листопада 2021     |
| Аля, дізнавшись таємницю Марінетт, допомагає їй створити зілля проти повторної акуматизації, разом вони дізнаються що пан Рам'є був під акумою вже 71 раз! Марінетт, дізнавшись від Алі, що Каґамі з Адріаном розійшлися, вирішує її підтримати та кличе до шкільного басейну там, де проходять зйомки Адріана на новий парфум від його батька. На зйомках був Боб Рот який покликав пана Рам'є, щоб його голуби знялися у рекламі. Через те, що Каґамі з Марінетт відволікли Адріана та якби не його алергія на голубів, реклама б вдалась. Боб Рот звинуватив пана Рам'є у тому, що його голуби не можуть виконувати свою роль у рекламі, тому вигнав його разом з голубами. Пан Рам'є був гірко засмучений, через що Темний Бражник акуматизував його у Пана Голуба, та дав йому силу, завдяки якій його голуби можуть перетворювати людей на самих себе. Адріан перетворюється на голуба, тому не може стати Супер-Котом. Леді Баг сама не може перемогти суперлиходія, тому телефонує Алі, щоб вона стала Реною Рудь та створила ілюзію Леді Баг і Супер-Кота. Завдяки Рени Рудь, Плаггу та Леді Баг Париж врятований від зла. Аля дізналася як використовувати повну силу творення Леді Баг, завдяки чому Леді Баг тепер може створювати магічні талісмани, щоб громадяни Парижа більше на акуматизовувались! - Ця серія була вперше показана у Франції на телеканалі «TF1» 23 травня 2021 року. |                                                    |                                                            |                                                           |                       |                       |
| 83 | «Psycomedian»                                      | «Психокомік»                                               | Томас Аструк, Мелені Дюваль, Фред Ленор, Себастьєн Тобідо | 13 лютого 2022        | 20 лютого 2022        |
| Коли Марінетт робить висновок, що Адріану подобається відомий французький комік Гаррі Клоун, вона робить все, щоб розсмішити Адріана. Але Марінетт не гумористка, тож план провалюється. Коли вона йде поскаржитися коміку, вона не знає, що він зараз сам відчуває негативні емоції. Акуматизувавшись у Психокоміка, він надсилає людям свої емоції. І він прибирає посмішки з усіх облич... навіть Леді Баг та Супер-Кота! - Ця серія була вперше показана у Швейцарії на телеканалі «RTS Un» 29 січня 2022. |                                                    |                                                            |                                                           |                       |                       |
| 84 | «Furious Fu»                                       | «Лютий Фу»                                                 | Томас Аструк, Мелені Дюваль, Фред Ленор, Себастьєн Тобідо | 30 травня 2021        | 11 листопада 2021     |
| Після візиту Майстра Фу, Марінетт стикається з Су-Ханем, «Хранителем» талісманів, який не вірить, що вона із Супер-Котом можуть захистити Париж. Коли Супер-Кіт відмовляється віддавати свій талісман, вони б'ються із Су-Ханем і рятуються зі Скринькою з Талісманами. Су-Хань нападає на Майстра Фу і викрадає його ціпок, щоб переслідувати героїв, а неввічливість Су-Ханя достатньо розлючує Фу, Темний Бражник акуматизував його у «Лютого Фу», художника, чиї китайські паперові витвори можуть оживити будь-яку концепцію. Леді Баг і Супер-Кіт перемагають Лютого Фу, вражаючи Су-Ханя настільки, щоб переконати його схвалити продовження служби Марінетт як Леді Баг. - Ця серія була вперше показана у Бразилії на телеканалі «Gloob» 24 березня 2021. |                                                    |                                                            |                                                           |                       |                       |
| 85 | «Sole Crusher»                                     | «Розтоптувачка»                                            | Томас Аструк, Мелені Дюваль, Фред Ленор, Себастьєн Тобідо | 6 червня 2021         | 12 листопада 2021     |
| Зоя їде у таксі з якоюсь жінкою яка розповідає їй про інфракструктуру Парижа, також вона дізнається про Леді Баг і Супер-Кота, які регулярно рятують це місто. Коли Зоя проїжджала пекарню батьків Марінетт, вона захотіла зупинитись, бо завжди мріяла з'їсти французький круасан, у пекарні вона зустрічає Марінетт, вони швидко знайомлються та обмінюються номерами телефона. Зоя заходить до готелю «Ле Ґранд Парі», там де її зустрічає мати Одрі. Мати не дуже «солодко» прийняла доньку та почала розпитувати її чому вона пішла з Інтернату. Далі Зоя знайомиться з Хлоєю, яка одразу почала її висміювати за її «жахливий» (з її слів) прикид. Сестра пропонує Зої взяти вишукані туфлі, але каже, що їх треба заслужити. Хлоя вчить Зою поводитися нечемно. Коли вони заходять до кабінету директора школи, Зоя одразу почала на нього гарчати, щоб її прийняли туди, бо дуже рідко приймають до школи посеред навчального року. Марінетт вирішує запросити Зою на паром Луки ввечері, Хлоя помічає це повідомлення та забороняє їй туди йти. Зоя не може впоратись з емоціями, тому Темний Бражник вирішує її перетворити на «Розтоптувачку». Завдяки своїм силам Розтоптувачка може поглинати людей своїми туфлями, завдяки поглинутим людям вона більшає! Після перемоги Леді Баг віддала амулет від повторного акуматизування Зої. Наприкінці серії Зоя приходить на паром Луки та розповідає, що вона сама поїхала до Інтернату, щоб не розчаровувати свою родину. Однокласники її підримують та дізнаються, що вони її перші друзі! - Ця серія була вперше показана у Бразилії на телеканалі «Gloob» 26 травня 2021. |                                                    |                                                            |                                                           |                       |                       |
| 86 | «Queen Banana»                                     | «Королева Банана»                                          | Томас Аструк, Мелені Дюваль, Фред Ленор, Себастьєн Тобідо | 13 червня 2021        | 9 вересня 2021        |
| Клас Марінетт вирішує зняти фільм про супергероїню, головну роль якої виконує Зоя. Хлоя баче телерепортаж про зйомки фільму та йде до них. Під час зйомок вона просить знятися у ролі супергероїні Королева Банана з автомобілем та гігантською горилою. На наступний день Хлоя приїзджає на місце зйомок, вона дізнається, що фільм вже показують у кінотеатрі. Вона приїзджає вже туди, і фільм всім подобається, а Хлої ні, бо там не було її. Тоді, Темний Бражник випускає до Хлої акуму та амок, і та стає суперлиходійкою «Королева Банана» з автомобілем та емомонстром гігантською горилою, на ім'я «Банана Бум-бум». Леді Баг викликає Зою, дає талісман бджоли, й та стає супергероїнею Весперія. Вони перемагають Королеву Банану, але Хлоя відмовляється брати амулет від повторної акуматизації! Зоя сказала, що віднесе його сама, і це допомогло. - Запрошена зірка у цій серії: Томас Аструк озвучив себе у Французькій версії (оригіналі). - Ця серія була вперше показана у Німеччині на місцевому телеканалі «Disney Channel» 28 травня 2021. |                                                    |                                                            |                                                           |                       |                       |
| 87 | «Gabriel Agreste»                                  | «Ґабрієль Аґрест»                                          | Томас Аструк, Мелені Дюваль, Фред Ленор, Себастьєн Тобідо | 14 листопада 2021     | 21 грудня 2021        |
| Натанієль та Марк мають план, як Марінетт може розказати Адріану про свої почуття. Вони роблять на цю тему зустріч, яку знімає Хлоя, щоб показати все Ґабрієлю. Тож Марінетт переодягається в офіціантку й проникає в дім Аґрестів, куди й потрапляє новий суперлиходій... - Ця серія була вперше показана у Франції на телеканалі «TF1» 14 листопада 2021 року. |                                                    |                                                            |                                                           |                       |                       |
| 88 | «Mega Leech»                                       | «Мега П'явка»                                              | Томас Аструк, Мелені Дюваль, Фред Ленор, Себастьєн Тобідо | 26 вересня 2021       | 13 листопада 2021     |
| Мер Андре Буржуа представляє проєкт «Кисень», який буде вирубувати дерева на площі Вогезов і замінить їх штучним повітряним фільтром. Мілен і Айван протестують проти цього, заручившись підтримкою решти свого класу. Коли Марінетт вказала на недоліки в його плані, а Мілен виступила за кращі рішення, жителі Парижа швидко виступили проти проєкту «Кисень», принизивши мера Буржуа. Темний Бражник акуматизовує і амокує мера назад в Заклинателя, який за допомогою свого емомонстра «Мега П'явка» розділяє себе на тисячі крихітних клонів з акумами й амоками, щоб захопити розуми кожного парижанина. Щоб перемогти їх усіх, Леді Баг наймає Мілен Чудовою Мишею, дозволяючи їй стати «Полімишею», яка перемагає клонів Заклинателя. Потім Леді Баг наймає Весперію, Панцирника, Рюко і Пегаса; використовуючи свої об'єднані сили, вони перемагають Мега П'явку. Мер Буржуа приймає правильне рішення і вирішує замість цього посадити більше дерев. Однак Ґабріель злиться, що Адріан «виступив проти нього», приєднавшись до протесту. - Ця серія була вперше показана у Бразилії на телеканалі «Gloob» 20 липня 2021. |                                                    |                                                            |                                                           |                       |                       |
| 89 | «Guiltrip»                                         | «Провинник»                                                | Томас Аструк, Мелені Дюваль, Фред Ленор, Себастьєн Тобідо | 20 червня 2021        | 10 вересня 2021       |
| Коли Роза загадково зникає посеред уроків, зневірена Джулекка змушена розповісти секрет своєї подруги Рози, у неї хронічна хвороба. Незабаром усі починають поводитися з Розою як із принцесою, незважаючи на те, що вона хоче, щоб з нею поводились нормально. Відчуваючи провину за свої вчинки, Джулекка ще раз акуматизується у Дзеркалку, цього разу разом з емомонстром «Провинник», який змушує людей занурюватися у свою провину і ставати копіями Дзеркалки. Щоб перемогти її, Леді Баг і Супер-Кіт дарують талісман Поросяти Розі, яка за допомогою нього перетворюється на супергероїню «Піґелла». - Ця серія була вперше показана у Бразилії на телеканалі «Gloob» 5 травня 2021. |                                                    |                                                            |                                                           |                       |                       |
| 90 | «Crocoduel»                                        | «Крокодуель»                                               | Томас Аструк, Мелені Дюваль, Фред Ленор, Себастьєн Тобідо | 29 серпня 2021        | 14 листопада 2021     |
| Марінетт продовжує уникати Луку після їхнього розриву, спонукаючи друзів зібрати їх на вечірці з нагоди дня народження Луки і Джулекки. Відвідавши їх, Джаґед Стоун продовжує намагатися проводити час зі своїми дітьми, на превелике несхвалення Анарки. На вечірці Лука засмучений тим, що Марінетт уникає його, а Джулекка відчуває себе пригніченою через її нездатність говорити, що робить їх обох мішенями для Темного Бражника, поки їхні друзі не зможуть їх втішити. Джаґед намагається подарувати своїм дітям альбом з його і Анарки колишньої групи Крокодуель і в кінцевому підсумку свариться з нею. Темний Бражник акуматизує їх назад в Лихого гітариста і в Капітана Хард-Рок як «Крокодуель», і два лиходія починають битися один з одним в небі, викликаючи руйнування по всьому Парижу. Щоб зупинити їхню битву, Леді Баг наймає Джулекку Тигром. Чудесно, перетворивши її в супергероїню «Пурпурну Тигрицю». Щойно лиходії були переможені, Джулекка звертається до своїх батьків, щоб вони пробачили одне одному. Марінетт і Лука примиряються, вирішуючи залишитися друзями. - Ця серія була вперше показана у Бразилії на телеканалі «Gloob» 3 серпня 2021. |                                                    |                                                            |                                                           |                       |                       |
| 91 | «Optigami»                                         | «Оптіґамі»                                                 | Томас Аструк, Мелені Дюваль, Фред Ленор, Себастьєн Тобідо | 5 вересня 2021        | 11 вересня 2021       |
| Ґабрієль Аґрест, більш відомий як «Бражник», хоче дізнатися хто ж є Леді Баг і Супер-Кіт без супергеройских костюмів, тому він разом з Наталі протягом сезону слідкував за героями, але нічого цінного не дізнався. Маюра ще у серії «Королева Талісманів» створює емомонстра «Оптіґамі», який призначений для того, щоб як раз слідкувати за героями. Клас Марінетт приїжджає на модний показ від Одрі Буржуа. Темний Бражник хоче скористатися моментом та створює емомостра Алека Каталді, щоб роздратувати Одрі. Емомонстру це вдається, тому Темний Бражник акуматизовує Одрі на Королеву Стилю. - Ця серія була вперше показана у Німеччині на місцевому телеканалі «Disney Channel» 30 травня 2021. |                                                    |                                                            |                                                           |                       |                       |
| 92 | «Sentibubbler»                                     | «Емобульбашник»                                            | Томас Аструк, Мелені Дюваль, Фред Ленор, Себастьєн Тобідо | 12 вересня 2021       | 13 грудня 2021        |
| Марінетт бачить кошмар, в якому Аля розкриває свою таємну особистість і зраджує її Темному Бражнику, дозволяючи йому отримати Диво-скриньку. Щоб запобігти цьому, вона йде в будинок Алі і розповідає їй про сон, хоча Аля запевняє її, що вона ніколи не зрадить її довіру. Після розмови Темний Бражник дзвонить Алі, звертаючись до неї як до Рени Рудь, і повідомляє, що він захопив її сім'ю, Ніно, а потім Марінетт, використовуючи «Емобульбашника», копію емомонстра Бульбашника. Щоб забезпечити їхню безпеку, Темний Бражник вимагає, щоб вона зрадила Леді Баг і Супер-Кота, заманивши їх у пастку і віддавши йому Рену Рудь, інакше бульбашки будуть відправлені в космос. Замість цього Аля таємно перетворюється в Рену Рудь і використовує кілька ілюзій, щоб обдурити його, також дозволяючи Марінетт безпечно трансформуватися і об'єднатися з талісманом Коня, щоб стати «Пеґа-Баг». - Ця серія була вперше показана у Бразилії на телеканалі «Gloob» 6 липня 2021. |                                                    |                                                            |                                                           |                       |                       |
| 93 | «Glaciator 2»                                      | «Морозник 2»                                               | Томас Аструк, Мелені Дюваль, Фред Ленор, Себастьєн Тобідо | 24 жовтня 2021        | 14 грудня 2021        |
| Леді Баг та Супер-Кіт укотре б'ються з Морозником. Усі парижани думають, що Леді Баг та Супер-Кіт - пара. Супер-Кіт пропонує Леді Баг поцілуватися, але та кидає його в смітник. Вона перемагає Морозника. Далі Супер-Кіт обіцяє більше не набридати Леді Баг. Марінетт просить Алю видалити всі її з Супер-Котом фотографії з «Леді-Блогу». Після про це дізнаються всі парижани. Адріан їде зі школи та розчарований цією новиною. Він виходить біля скверу й починає плакати. Темний Бражник відчув його емоції й хотів був його акуматизувати, але, зрозумівши, що це Адріан, відмовляється від свого задуму. Натомість він дзвонить охоронцю та наказує йому негайно привезти Адріана. Марінетт помічає хлопця й робить спробу подарувати Адріану хом'яка. Але замість цього вона йому дарує гончарний круг. Адріан ще більше розчаровується та їде додому. Там Ґабрієль намагається налагодити з ним стосунки, але йому це не вдається. Тоді Адріан перетворюється на Супер-Кота та знищує всі банери з ним та Леді Баг. Його помічає Марінетт та кличе, щоб відрепетирувати її зізнання в коханні перед Адріаном. У них це не вдається, тому вони їдуть у кіно. Це помічає Андре Морозник. Потім починається дощ, і Супер-Кіт вмикає парасольку, і вони з Марінетт йдуть по вулиці. Але це помічає Андре, що дуже його розчаровує. Тоді він акуматизовується знову в Морозника, бо йому Леді Баг забула дати Чарівний Амулет. Він порушує репетицію, Супер-Кіт ховає Марінетт, а сам біжить рятувати Париж. Тоді Марінетт перетворюється на Леді Баг та використовує Супершанс, де їй випадає автомобіль. Вони з Супер-Котом тікають від Морозника, поки Леді Баг його перемотує в йо-йо. Тоді Супер-Кіт вистрибує з машини та скидає банер, який падає як трамплін перед вентилятором. Леді Баг заїжджає на нього, а повітря дме на Морозника та зносить усе морозиво. Тоді Супер-Кіт використовує Котоклізм на ложці для морозива, і вони деакуматизовують Андре. Потім вони закінчують репетицію. Адріан перемагає на всіх змаганнях, а Марінетт дивується, що Каґамі могла їй дати поради з манґи. У кінці Адріан планує розкрити свою особистість Леді Баг. - Ця серія була вперше показана у Франції на телеканалі «TF1» 24 жовтня 2021. |                                                    |                                                            |                                                           |                       |                       |
| 94 | «Hack-San»                                         | «Емогак»                                                   | Томас Аструк, Мелені Дюваль, Фред Ленор, Себастьєн Тобідо | 10 жовтня 2021        | 15 грудня 2021        |
| Марінетт зі своїми батьками збираються поїхати на вихідні до тітоньки, яка живе у Лондоні. Вона усякими відмовками робить так, аби залишитися вдома, та в неї нічого не виходить і вони всі рушають до вокзалу. Тим часом Ґабрієль придумав план, як повторно акуматизувати робота Макса - Маркова. Він перетворюється на Темного Бражника і створює «Емогака» - емомонстра комп'ютерного вірусу, щоб Марков став злим, а після цього акуматизувати його. В цей час Марінетт написала Алі, щоб вона пришла на вокзал аби обійнятися. Аля була здивована тим що вона їде до Лондону, в цей час коли в Парижі може з'явитися новий лиходій. Марінетт заспокоює її і віддає сережки та ключі від будинку. Після цього Бражник здійснює свій план і Марков стає Робостусом. Він випускає зелену хвилю, як телефонний дзвінок і наказує всім віддати йому найцінніше що в них є. Під цю хвилю потрапила і Марінетт з батьками. Вони відповідають і хочуть віддати Марінетт, як найціннішу річ, яка у них є. Після повернення Робостуса, Аля перетворюється на Скарабеллу. Супер-Кіт, помітивши, що це не справжня Леді Баг, починає з нею битися. Потім виявилося що вона справжня і йдуть рятувати Маркова від зла. В кінці Леді Баг просить вибачення перед Супер-Котом що не попередила про нового носія талісмана і каже що ніколи не покине його. - Ця серія була вперше показана у Бразилії на телеканалі «Gloob» 14 вересня 2021. |                                                    |                                                            |                                                           |                       |                       |
| 95 | «Rocketear»                                        | «Плакальник»                                               | Томас Аструк, Мелені Дюваль, Фред Ленор, Себастьєн Тобідо | 19 вересня 2021       | 16 грудня 2021        |
| Аля продовжує ховатися за допомогою Рени Рудь, щоб діяти як «Рена Потай» і захищати Леді Баг і Супер-Кота. Щоб гарантувати, що її операція не буде поставлена під загрозу, Марінетт змушує Алю збрехати Ніно про те, що вона більше не використовує талісман, що, поряд з серією збігів, починає переконувати його, що Аля закохалася в Супер-Кота. Щоб довести це переконання Адріану, Ніно починає розслідування, кульмінацією якого є запис флірту Супер-Кота й Алі; насправді Супер-Кіт стежить за тим, щоб Аля не була закохана в нього. - Ця серія була вперше показана у Бразилії на телеканалі «Gloob» 13 липня 2021. |                                                    |                                                            |                                                           |                       |                       |
| 96 | «Wishmaker»                                        | «Мрієроб»                                                  | Томас Аструк, Мелені Дюваль, Фред Ленор, Себастьєн Тобідо | 3 жовтня 2021         | 17 грудня 2021        |
| У Парижі проходить виставка вакансій, яку Марінетт відвідує, не знаючи, чим вона хоче займатися в майбутньому. Там вона зустрічає Луку, а потім Адріана (який також не визначився зі своїм майбутнім, не бажаючи більше робити те, що його батьки хочуть, щоб він робив); Лука радить їм прислухатися до свого серця і робити те, що вони люблять. Ведучи шоу, висміює «марну» кар'єру на виставці, Алек Катальді терпить нервовий зрив, розуміючи, що він даремно витратив свою кар'єру і мрії. Темний Бражник перетворює Алека в «Мрієроба», який перетворює людей в живі версії їхніх дитячих мрій. Леді Баг кличе Плазуна для битви, де вона і Супер-Кіт обидва отримують удар від Мрієроба, розкриваючи їхні таємні особистості. Плазун стирає обидва ці моменти і дозволяє героям перемогти Мрієроба, зберігаючи при собі їхні секрети особистості. Марінетт вирішує здійснити всі свої мрії відразу, і Адріан вирішує, що це нормально не знати, чим він хоче займатися в майбутньому. Алек починає вести нове шоу, щоб допомагати людям, а не знущатися з них, одночасно живучи поза його власною дитячою мрією. - Прем'єра відбулася на дитячому телеканалі «Disney Channel» у США 7 серпня 2021 року. |                                                    |                                                            |                                                           |                       |                       |
| 97 | «Simpleman»                                        | «Спрощувач»                                                | Томас Аструк, Мелені Дюваль, Фред Ленор, Себастьєн Тобідо | 17 жовтня 2021        | 18 грудня 2021        |
| Марінетт ніколи не зможе відмовитися робити послуги іншим! Це робить її чудовою Леді Баг, але воно також часто ускладнює повсякденне життя Марінетт. Сьогодні, наприклад, Марінетт погодилася няньчити чотирьох дітей одночасно! І ніби доглядати дітей у кімнаті, наповненій квомі, було недостатньо важко, Адріан подзвонив Марінетт, коли він просить її про послугу! Поки вона кидається на порятунок свого коханого, Марінетт довіряє дітей своєму дідусеві... не підозрюючи, що вона збирається його перетворити в ідеальну мішень для Темного Бражника! - Ця серія була вперше показана у Бразилії на телеканалі «Gloob» 28 вересня 2021. |                                                    |                                                            |                                                           |                       |                       |
| 98 | «Qilin»                                            | «Цилінь»                                                   | Томас Аструк, Мелені Дюваль, Фред Ленор, Себастьєн Тобідо | 6 березня 2022        | 31 грудня 2022        |
| У Марінет чудова мама! Сабіна чудово вміє будувати гармонію навколо себе, завжди еластична і гладка. Кожен день її талант піддається випробуванню, коли вона допомагає рости незграбній і забудькуватій дочці. І через одну необережність Марінетт, Сабіну звинувачують у вчиненні правопорушення. Вона протестує проти цього, але їй ніхто не вірить. Її охоплює жахливе відчуття несправедливості, і вона акуматизовується в Цилінь. Цього разу Леді Баг доведеться допомогти її мамі! - Прем'єра відбулася на телеканалі «Disney Channel» у США 12 лютого 2022 року. |                                                    |                                                            |                                                           |                       |                       |
| 99 | «Dearest Family»                                   | «Люба родина»                                              | Томас Аструк, Мелені Дюваль, Фред Ленор, Себастьєн Тобідо | 31 жовтня 2021        | 19 грудня 2021        |
| День Галет і незграбний подарунок від Джини її онучці дають Темному Бражнику можливість повторно акуматизувати всю родину Дюпен-чена одночасно. Пекарікс, Оборонець, Цилінь і Бефана повертаються. І якби це було достатньо погано, Тіккі раптом серйозно захворіла і почала поводитися дуже дивно. Чи вистачить допомоги Супер-Кота, щоб Леді Баг стала королевою дня? - Ця серія була вперше показана у Бразилії на телеканалі «Gloob» 19 жовтня 2021. |                                                    |                                                            |                                                           |                       |                       |
| 100 | «Ephemeral»                                        | «Ефемер»                                                   | Томас Аструк, Мелені Дюваль, Фред Ленор, Себастьєн Тобідо | 7 листопада 2021      | 20 грудня 2021        |
| Ґабрієль Аґрест обіцяє Емілі врятувати її. Він з Адріаном їде на презентацію своєї сотої колекції, присвяченій саме їй, але по дорозі відчуває негативні емоції Боба Рота, який впустив монету у водостічну трубу. Тож Адріану доводиться самостійно відповідати на питання журналістів, тим часом Темний Бражник акуматизовує Боба в Мулака. Його здатність - перетворювати людей у монети. Леді Баг збирає команду з дев'яти супергероїв, але серед них немає Супер-Кота. Рюко та Пегас намагаються зруйнувати сейф Мулака, та безрезультатно. Леді Баг не може додзвонитися до Супер-Кота, тож використовує свій Супершанс, з якого випадає пожежна машина. Весперія використовує жало на сейфі, а Плазун підбирає код. Нарешті, він відкриває сейф та супергерої деакуматизовують Боба. Адріан спостерігав за цим, тому в Наталі з'явилися деякі передчуття. Коли Лука повертає свій талісман Леді Баг, до неї приходить майстер Су-Хань, який вимагає розкриття особистості Супер-Кота. Тоді Леді Баг та Плазун придумують план, ідея якого - Супер-Кіт усе розкаже Леді Баг, це почує Плазун та використає Другу Спробу, яка зітре пам'ять Леді Баг, а Плазун усе розкаже Су-Ханю. Адріан приїжджає з конференції, перетворюється на Супер-Кота, дзвонить Леді Баг, а та його кличе на Ейфелеву Вежу. Там Супер-Кіт перетворюється, і Леді Баг бачить Адріана. Вона відмовляє Плазуна від Другої Спроби, а той перетворюється через брак часу. Після цього Марінетт завжди бачить Супер-Кота замість Адріана. Потім вона говорить про це з Лукою, і після вона знову в усьому бачить Адріана. Але після однієї з битв Леді Баг розкриває свою особистість Адріану, тож той зізнається в коханні Марінетт. Вони кохають одне одного, але одного вечора під час розмови з Марінетт Адріан називає її «Лялечка», що чує Ґабрієль, який стоїть біля дверей. На ранок він кличе Адріана в свою таємну кімнату з Емілі, де все йому розповідає. Опісля, він перетворюється в Темного Бражника та акуматизовує Адріана в Ефемера, сила якого - пришвидшувати все. Той віддає талісман Супер-Кота Темному Бражнику. Марінетт шукає Адріана в кінотеатрі, але замість нього зустрічає Темного Кота. Тоді вона перетворюється на Леді Баг та викликає Супершанс, де їй випадає годинник. Ефемер пришвидшує перевтілення Леді Баг, але та встигає надіслати Луці повідомлення. Потім вона перетворюється, а Темний Кіт забирає її талісман. Тим часом Лука приїжджає до Марінетт та просить Сааса використати Другу Спробу, поки Ґабрієль з талісманами Сонечка та Супер-Кота використовує Супершанс. Тоді Саас усе повертає до того моменту, коли Супер-Кіт та Леді Баг зустрічаються на Ейфелевій Вежі, тим самим викликаючи катастрофу. Тоді Леді Баг використовує Супершанс, де їй випадає гиря. Тоді вона з Супер-Котом придумала план, ідея якого - поправити атомний годинник. Тоді Супер-Кіт перетворюється на Астро-Кота, а Леді Баг - на Космо-Баг. Разом вони змінюють час на годиннику й повертають усе на свої місця. У кінці Су-Хань приходить до Леді Баг, але та його запевняє, що вона - нормальна Хранителька і не потрібно дізнаватися особистість Супер-Кота. - Ця серія була вперше показана у Франції на телеканалі «TF1» 7 листопада 2021. |                                                    |                                                            |                                                           |                       |                       |
| 101 | «Kuro Neko»                                        | «Куро-Неко»                                                | Томас Аструк, Мелені Дюваль, Фред Ленор, Себастьєн Тобідо | 20 лютого 2022        | 24 грудня 2022        |
| Весперія! Плазун! Панцирник! Піґелла! Пурпурна Тигриця! Пегас! Леді Баг збирає команду мрії, щоб боротися з новим лиходієм… без Супер-Кота! Деякий час наш герой відчуває себе трохи осторонь. Дедалі більше переконуючись, що він менш важливий в її очах тепер, коли у його Леді є ціла банда супергероїв, він нарешті повертає їй свій талісман. Леді Баг не може його зупинити, і виявляється трохи розгубленою без свого кошеня. Але Плагг підбадьорить її та допоможе знайти рішення. Він пропонує їй найняти нового Супер-Кота! - Ця серія була вперше показана у Бразилії на телеканалі «Gloob» 24 січня 2022. |                                                    |                                                            |                                                           |                       |                       |
| 102 | «Penalteam»                                        | «Команда Пенальті»                                         | Томас Аструк, Мелені Дюваль, Фред Ленор, Себастьєн Тобідо | 27 лютого 2022        | 31 грудня 2022        |
| Пані Бюстьє організувала футбольний матч, щоб познайомити своїх учнів із цінностями спорту та задоволенням від спільної гри. Марінетт, яка обожнює футбол, робить усе можливе, щоб врятувати гру, хоча Хлоя має намір зробити все, щоб зіпсувати цей щасливий момент. Дійсно, Хлоя ненавидить футбол. Але коли вона зіткнулася з упертою Марінетт, яка включає її в гру проти її волі, гнів Хлої сягає найвищого рівня. І зараз вона сподівається тільки на одне... бути акуматизованою, щоб помститися. - Ця серія була вперше показана у Бразилії на телеканалі «Gloob» 14 лютого 2022. |                                                    |                                                            |                                                           |                       |                       |
| 103 | «Risk» («Shadow Moth's Final Attack» Part 1)       | «Ризик. Остання атака Темного Бражника. Частина перша.»    | Томас Аструк, Мелені Дюваль, Фред Ленор, Себастьєн Тобідо | 13 березня 2022       | 1 січня 2023          |
| Розуміючи, що обережність Леді Баг - причина, через яку вона завжди перемагає, Темний Бражник готує диявольський план по створенню суперлиходія, який може змусити своїх жертв піти на всілякі ризики. Коли Марінет дізнається, що Адріан на кілька тижнів їде з Парижа з Лайлою, новим обличчям бренду Аґрест, вона зробить все, щоб він не зробив цього. Але до якого моменту? Чи розкриє вона свою таємну особистість заради любові? І чи зустрінеться нарешті зі своїм батьком? - Прем'єра відбулася на телеканалі «Disney Channel» у США 5 березня 2022 року. |                                                    |                                                            |                                                           |                       |                       |
| 104 | «Strikeback» («Shadow Moth's Final Attack» Part 2) | «Контрудар. Остання атака Темного Бражника. Частина друга» | Томас Аструк, Мелені Дюваль, Фред Ленор, Себастьєн Тобідо | 13 березня 2022       | 1 січня 2023          |
| Досі не знаючи, що вони під впливом страшного акуматизованого лиходія, Леді Баг і Супер-Кіт готові піти на будь-який ризик, щоб якнайшвидше повернутися до цивільного життя, де їхня доля ось-ось перевернеться з ніг на голову. Недооцінка того, кого вони вважають своїм єдиним супротивником, наші супергерої самі стають дедалі вразливими. І чекаючи в темряві, Темний Бражник вірить, що це буде його останній план і його перша перемога… - Ця серія була вперше показана у Бразилії на телеканалі «Gloob» 10 березня 2022. |                                                    |                                                            |                                                           |                       |                       |